# Evangelische Omroep
Evangelische Omroep (EO, Nadawca Ewangelicki) – holenderski nadawca publiczny, będący częścią systemu Nederlandse Publieke Omroep (NPO). Misją stowarzyszenia jest szerzenie przekazu chrześcijańskiego, ze szczególnym naciskiem na prowadzenie ludzi do osobistego kontaktu z Jezusem Chrystusem. EO reprezentuje nurt ewangelikalizmu w mediach publicznych.
EO należy do nielicznego grona nadawców w systemie NPO, którzy zachowali silną tożsamość religijną. Przez wiele lat większość emitowanych przez EO programów zawierała bezpośrednie odniesienia do Boga i chrześcijaństwa, chociaż z czasem ich liczba uległa zmniejszeniu.

## Historia
EO został założony w 1967 roku przez członków Wolnego Kościoła, którzy mieli inne opinie od innego potestanckiego stowarzyszenia nadawczego, NCRV.

## Kontrowersje
Filmy dokumentalne są często redagowane, aby odzwierciedlić kreacjonistyczną ideologię EO. Mimo że nadal jest prezentowany jako dokument BBC, seria The Life of Mammals została zredagowana w celu usunięcia materiału niezgodnego z kreacjonizmem młodej ziemi, a wulgaryzmy są regularnie usuwane z zakupionych seriali dramatycznych.

### Kreacjonizm
Temat kreacjonizmu wywołał szereg kontrowersji związanych z EO. Na początku 2009 roku doszło do kontrowersji wokół wypowiedzi czołowego prezentera i byłego reżysera, Andriesa Knevela. Uważał, że osoba religijna może nie wierzyć w dosłowną interpretację biblijnej historii stworzenia świata. Wkrótce potem Knevel przeprosił za  sposób, w jaki wygłosił swoje oświadczenia oraz za fakt, że jego osobisty punkt widzenia mógł zostać zinterpretowany jako oficjalny punkt widzenia EO.

### Arie Boosma
W 2009 roku Arie Boomsma, prezenter telewizyjny EO został zawieszony na trzy miesiące po tym, jak pojawił się częściowo rozebrany w magazynie L'Homo. W tym samym roku EO planowało wyemitować nowy program telewizyjny Loopt een man over het water… („Człowiek idzie po wodzie…”), którego prezenterem miał być Boomsma. W programie niechrześcijańscy komicy mieli zostać poproszeni o stworzenie krótkich skeczów o Jezusie z Nazaretu. Planowany program wywołał tyle zamieszania wśród członków EO, że jego premiera została odwołana.  Wkrótce potem Boomsma opuścił EO i dołączył do katolickiego stowarzyszenia nadawców KRO.

### Spadek liczby członków
W wyniku kontrowersji liczba członków EO spadła. W marcu 2010 doprowadziło to do powstania inicjatywy członkowskiej zatytułowanej Ik bid en blijf lid („Modlę się i zostaję członkiem”), która wezwała członków EO do zachowania członkostwa i modlenia się, aby stowarzyszenie nadal szerzyło słowo Boże w sposób, który pozostaje wierny Biblii.